# جورج إدواردز (منتج أفلام)
جورج إدواردز (بالإنجليزية: George Edwards)‏ هو منتج أفلام أمريكي، ولد في 19 يوليو 1924، وتوفي في 27 نوفمبر 1991.

## وصلات خارجية
- جورج إدواردز على موقع IMDb (الإنجليزية)
- جورج إدواردز على موقع قاعدة بيانات الفيلم (الإنجليزية)